# Keiō

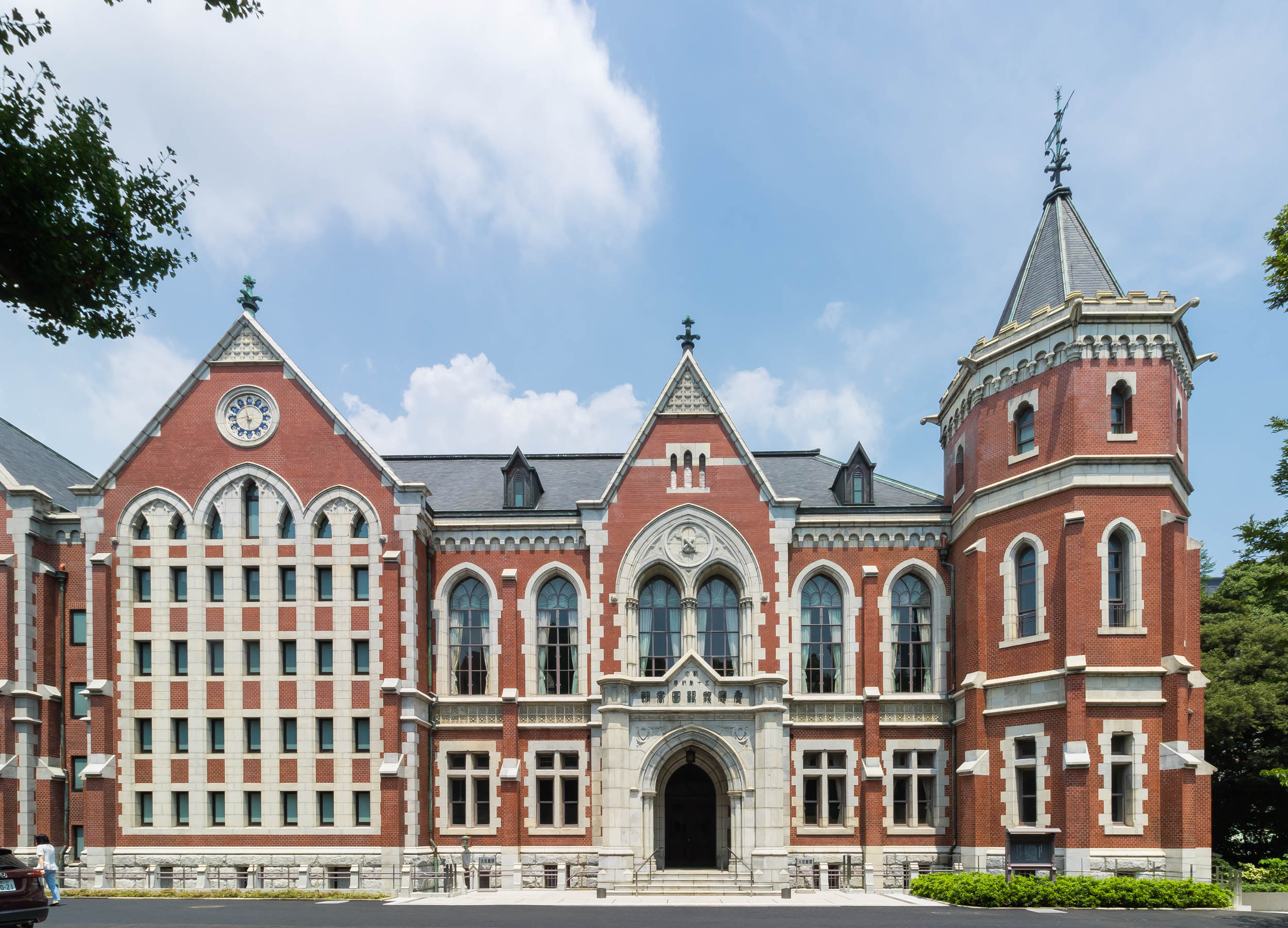
Keiō universitet fick sitt namn efter keiōperioden.

Keiō (japanska: 慶応?, Kei-ō), 7 april 1865–8 september 1868, är en period i den japanska tideräkningen. Det är den sista perioden före Meijirestaurationen och överlappar både kejsar Komeis och kejsar Meijis regeringsperioder. Perioden har gett namn åt Keiō universitet, som dock grundades redan 1858.
Periodens namn kommer från en text ur en kinesisk skriftsamling, på japanska Monzen (文選), som sattes samman av kejsaren Xiao Tong på 500-talet och tidigt importerades till Japan.